# Hernando Dávalos
Hernando Dávalos Señor de Totanés, precisamente en el siglo XVI, antes de que Hernán Carrillo de Guzmán , Toledo y Juana Osorio de Rojas, su mujer, firmaran escrituras del Mayorazgo de Totanés en el año 1.528, Hernando Dávalos, Regidor de Toledo y jefe comunero poseyó hacienda en Totanés (Toledo).

## Biografía
Hernando Dávalos era de la casa Dávalos, hijo de Ruy López Dávalos y Teresa Vélez de Guevara, nieto de Hernándo López de Ávalos ( Dávalos) y Mª Carrillo y Palomeque, y este último, hijo de Ruy López Dávalos, adelantado de Murcia, Conde de Ribadeo, Condestable de Castilla, Camarero Mayor y Gran valido del Rey Enrique III. Este fue hijo de Diego Lópe Dávalos, hermano de Pedro López Dávalos, siendo estos hijos de Mencía Dávalos que casó con Sancho Ruiz de Baeza. Mencía Dávalos fue hija de Lópe Fernández Dávalos, Alcalde de Úbeda en el año 1.300 (siglo XIV) y que a la vez, fue hijo de Iñigo Lope, 7.º Señor de Vizcaya, Conde de Durango.
Fray Antonio de Guevara menciona a Hernando Dávalos como tío de Juan de Padilla. Fernando Martínez Gil, en su libro “La Ciudad Inquieta, Toledo Comunera” nos dice lo siguiente: Su nombre después del de Carrillo es el que más aparece en las sesiones Municipales cuyos extractos se conservan en el Archivo Municipal de Toledo. Tan importante fue su papel de “movedor de novedades” que el Rey para excusar mayores males, le mandó llamar a Galicia sin que las células reales llegasen a cumplirse. Se le encuentra, por ejemplo, en los primeros lugares de la Cofradía del Corpus Christi y como principal dirigente de la Comunidad local tras la marcha de Pedro Laso de la Vega (Señor de Cuerva) y Juan de Padilla.
Según el estudio hecho por Fernándo Martínez Gil, el Señor de Totanés Henado de Ávalos, era uno de los comuneros toledanos más ricos. Su fortuna ascendía a 7.500.000 mrs. Teniendo una reta de 400.000 maravedíes al año. Por este motivo, figuraba entre los diez comuneros de mayor fortuna material. Sus propiedades eran también muy numerosas y apreciadas, entre ellas destacaban, por supuesto, el Señorío de Totanés, sus casas de Toledo y un buen número de dehesas. Un documento de la época nos dice: “Fernando Dávalos rentará su hacienda, pan, juros y mrs. De renta ochocientos ducados; puede valer a venderse veynte mil ducados; tiene vassallos, y jurisdicción y casas principales en Toledo y otras principales en Totanés que es suyo” 
Su enemistad con el rey Carlos I de España le llevó a perder todas sus posesiones. El 9 de marzo de 1522 se ordena secuestrar sus bienes y el 1 de diciembre es condenado a muerte en rebeldía.
Finalmente parte de la sentencia no llegaría a cumplirse ya que el Señor de Totanés, Hernando Dávalos, desapareció (según nos cuenta Toti Martínez de Lezea en su libro “María Pacheco, una mujer rebelde”) marchándose con María Pacheco, después de la muerte de su esposo Juan Padilla, a Portugal. En el libro de “La comunera de Castilla” cuya autora es Mª Teresa Álvarez aparece Hernando Dávalos como gran amigo de María Pacheco y , destacado miembro del movimiento comunero.
El Emperador había ordenado tasar el valor de las casas, que resultó ser de 937.500 mrs. Sus propiedades, estudiadas por Josehp Pérez, fueron vendidas inmediatamente, reportando buenas ganancias al erario público. 
Así pues, Hernán Carrillo de Guzmán, que más tarde fundaría el Mayorazgo de Totanés, pasa a ser el dueño de la hacienda de Totanés tras pagar 1.400.000 maravedíes. María Niño, viuda de Lope de Conchillos (Señores de Noez) compra una dehesa por 915.000 mrs. La abadesa y el convento de las Franciscanas de San Antonio de Padua, compran las casas de Toledo situadas en la colación de Santo Tomé, en la calle del mismo nombre en el año 1.525, gracias al permiso del Cardenal Cisneros -Francisco Jiménez de Cisneros- y la ayuda económica de Cathalina de la Fuente mujer muy rica y tía de la fundadora por 937.000 mrs. Con las restantes propiedades se queda Fernando de Guzmán por una cantidad de 957.000 mrs. En total, ascendieron las ventas a 4.209.500 mrs. 
Como vemos, los realistas (es decir, los partidarios del Rey) sacaron buena tajada de la hacienda de Hernando de Ávalos, señor de Totanés, a quien, por traición a la Corona Real, se le mandó confiscar todos sus bienes.